# Нойштифтер, Йозеф Михаэль
Йозеф Михаэль Нойштифтер (нем. Joseph Michael Neustifter, род. в 1949 году в Эггенфельдене) — немецкий скульптор и художник. Им созданы произведения, получившие множество наград и призов.

## Работы Нойштифтера

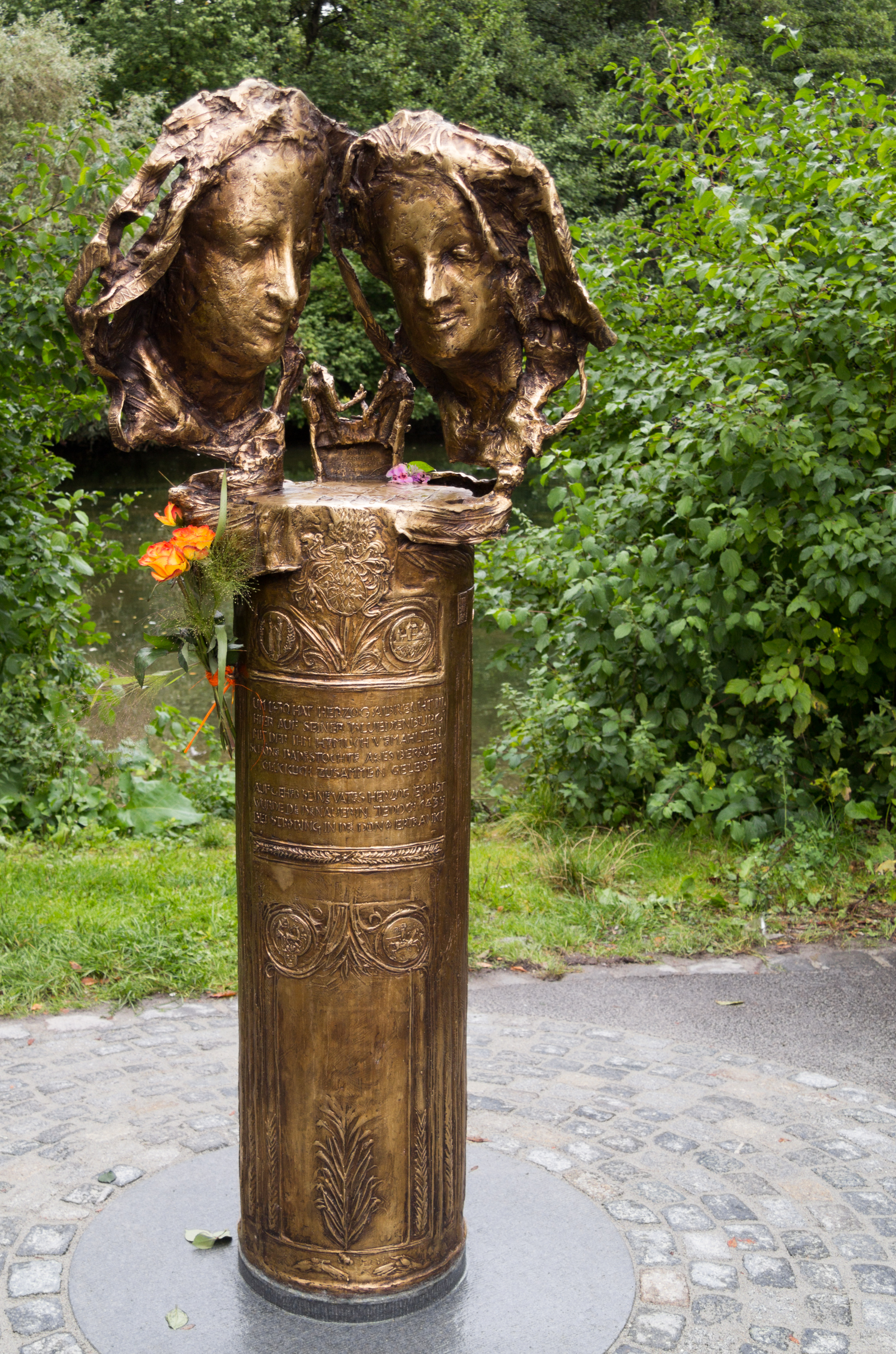
Стела «Агнес Бернауэр» (Agnes Bernauer Stele)

### Стела «Агнес Бернауэр» (Agnes Bernauer Stele)
В сентябре 2013 года возле замка Блютенбург в Мюнхене напротив главного входа на пожертвования семьи Хаймбюхлеров (Ursula и Fritz Heimbüchler) была установлена стела работы Нойштифтера, напоминающая о трагических событиях в судьбах Агнес Бернауэр и Баварско-Мюнхенского герцога Альбрехта III.

## Награды и призы
За многие свои работы Йозеф Михаэль Нойштифтер получил награды и призы. Вот некоторые из них: 
- Bundessieger der deutschen Handwerksjugend als Bildhauer (1968)
- Bayerischer Staatspreis (1972)
- Bayerischer Staatspreis für einen Kreuzweg in der Krankenhauskapelle Altötting (1985)
- Verleihung des Sonderpreises für Kunst am Bau im Bundes Wettbewerb für Städtebau in Hamburg für den satirischen Unternehmerbrunnen (Handwerkskammer Pfarrkirchen) (1989)
- Орден «За заслуги перед Федеративной Республикой Германия» (нем. Verdienstkreuz am Bande) (21 ноября 1994)
- Баварский орден «За заслуги» (2005)